# Ангельское лицо
«Ангельское лицо», иногда «Ангельское личико» (англ. Angel Face) — фильм нуар режиссёра Отто Премингера, вышедший на экраны в 1953 году.
Фильм рассказывает о 19-летней девушке (Джин Симмонс), ангельское лицо которой скрывает болезненный разум, вынашивающий планы убийства ненавидимой богатой мачехи и близости с обожаемым отцом. Положив глаз на шофёра скорой помощи (Роберт Митчем), она расстраивает его отношения с любимой девушкой, заводит с ним роман и устраивает на работу в свою семью, после чего следует череда трагических смертей.
Фильм относится к числу фрейдистских нуаров, в которых важное значение играет анализ психики и подсознания персонажей. К этому же субжанру относятся картины «Милдред Пирс» (1945) Майкла Кёртица, «Странная иллюзия» (1945) Эдгара Ульмера, «Странная любовь Марты Айверс» (1946) Льюиса Майлстоуна, «Тёмное зеркало» (1946) Роберта Сиодмака, «Медальон» (1946) Джона Брама, «Высокая стена» (1947) Кёртиса Берхардта и «Водоворот» (1949) Премингера.

## Сюжет
Действие фильма происходит в Беверли-Хиллс. Водитель скорой помощи Фрэнк Джессап (Роберт Митчем) и его напарник Билл получают срочный вызов в расположенную на вершине холма усадьбу семьи Тремейн. Богатая владелица усадьбы Кэтрин Тремейн (Барбара О’Нил) едва не задохнулась от газа, но её муж Чарльз Тремейн (Герберт Маршалл) в последний момент успел открыть окна и впустить воздух в её комнату. По мнению полиции, это был несчастный случай, однако Кэтрин считает, что её пытались убить. К моменту приезда скорой помощи Кэтрин уже пришла в себя. Проходя через гостиную по дороге к машине, Фрэнк замечает Диану Тремейн (Джин Симмонс), недавно приехавшую из Англии, красивую 19-летнюю падчерицу Кэтрин, которая меланхолично играет на фортепиано. Фрэнк заверяет её, что с мачехой всё будет в порядке, после чего у Дианы начинается истерика. Фрэнк даёт девушке пощёчину, чтобы привести её в чувства. Потрясённая Диана бьёт его в ответ, а затем просит прощения за своё поведение. После работы Фрэнк заходит в соседнее кафе и пытается оттуда позвонить своей подружке Мери Уилтон (Мона Фриман), которая работает регистратором в больнице, однако её номер не отвечает. Диана, которая следовала за Фрэнком от самой усадьбы, входит в кафе и вовлекает его в разговор. Когда Мери отзванивает Фрэнку в кафе, он просит её отменить домашний ужин, который она приготовила специально для него, объясняя, что слишком устал. Фрэнк отправляется с Дианой в город. За ужином она рассказывает, что её отец, Чарльз Тремейн — уважаемый романист, однако он не смог закончить ни одной книги с тех пор, как во время Второй мировой войны во время авианалёта погибла её мать. На расспросы Дианы Фрэнк отвечает, что раньше был автогонщиком и мечтает открыть собственную автомастерскую, на которую копит деньги вместе со своей девушкой Мери. Вернувшись вечером домой, Диана нежно общается с отцом. После гибели матери десять лет назад у Дианы так и не появилось друзей, и отец многие годы оставался её единственным близким человеком. Диана тяжело пережила брак отца с Кэтрин, который, по её мнению, стал помехой в их отношениях.

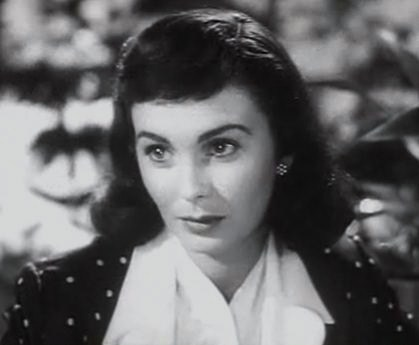
Джин Симмонс в трейлере фильма «Ангельское лицо»

На следующий день Диана приглашает Мери к себе на обед под предлогом того, что хочет анонимно передать Фрэнку деньги на покупку мастерской. Во время разговора Диана даёт понять, что Фрэнк провёл предыдущий вечер с ней. Заподозрив Диану в недобрых намерениях, Мери отказывается от её денег. При этом она признаёт, что тот факт, что Фрэнк за её спиной тайно встречался с Дианой, не укрепил её доверия к Фрэнку. Во время встречи с Мери тем же вечером Фрэнк вновь обманывает свою подругу в отношении своего свидания с Дианой. Возмущённая его ложью, Мери отказывается продолжать вечер с Фрэнком и уходит с Биллом, который давно в неё влюблён. Некоторое время спустя Диана находит Фрэнка в кафе. Он явно не доволен тем, что она без его ведома встречалась с Мери и рассказала ей о том, что они провели предыдущий вечер вместе. Однако когда Диана предлагает Фрэнку принять участие в предстоящей автогонке на её спортивной машине, Фрэнк обо всём забывает и с интересом принимает её предложение. Дома Диана при поддержке отца убеждает Кэтрин нанять шофёра. Тем же вечером, во время прогулки при луне, Диана целует Фрэнка и уговаривает его стать их семейным шофёром. Вскоре Фрэнк переселяется в усадьбу Тремейнов. Хотя Кэтрин подозрительно относится к намерениям Дианы, она соглашается выслушать предложение Фрэнка по поводу организации автомастерской. Диана сообщает Фрэнку, что мачеха готова встретиться с ним и просит подготовить его предложение в письменном виде. Фрэнк встречается с Кэтрин и производит на неё хорошее впечатление. Желая помочь Фрэнку, Кэтрин звонит своему адвокату, однако тот уехал в командировку в Сан-Франциско, и Кэтрин убирает предложение Фрэнка в свой рабочий стол. Вскоре Диана на тайном свидании возвращает Фрэнку его предложение, говоря, что Кэтрин выбросила его в мусорное ведро. Диана боится, что если Кэтрин узнает об их отношениях, она уволит Фрэнка, а саму Диану посадит в доме под замок. Фрэнк пытается успокоить Диану, однако она настаивает на том, что им надо временно прекратить свои встречи.
Через несколько дней, посреди ночи возбуждённая Диана заходит в комнату Фрэнка и говорит, что только что Кэтрин пыталась её убить, включив газ в её камине. Фрэнк не верит ей, и говорит, что ни один полицейский ей не поверит, а подобными заявлениями она может только вызвать подозрения. На следующий день Фрэнк приезжает домой к Мери и говорит ей, что увольняется с работы в доме Тремейнов и рассчитывает восстановить отношения с Мери. Договорившись о свидании с ней тем же вечером, Фрэнк возвращается в дом Тремейнов и начинает собирать свои вещи. Диана неожиданно заходит в его комнату с чемоданом, умоляя его бежать из дома вместе с ней. На её настойчивые расспросы Фрэнк признаётся, что в каком-то смысле любит её, после чего соглашается остаться ещё на несколько дней, чтобы серьёзно обдумать, что делать дальше. На следующий день Кэтрин собирается сама поехать в Санта-Монику. Однако, как выясняется, Фрэнк уехал в автомастерскую, чтобы починить автомобиль Дианы. Диана предлагает Кэтрин подвезти её вместо Фрэнка, однако Кэтрин решает сесть за руль сама. Перед самым выездом Чарльз просит жену подвезти его до города и садится в машину. Когда Кэтрин включает передачу и нажимает на газ, машина неожиданно на полной скорости несётся назад и срывается вниз с обрыва. Кэтрин и Чарльз разбиваются и гибнут.
По подозрению в их убийстве полиция задерживает Фрэнка и Диану, которая становится наследницей всех богатств семьи Тремейн. Диану после тяжёлого нервного срыва помещают в тюремную больницу. Её берётся защищать один из лучших адвокатов Фред Барретт (Леон Эймс). При первом же свидании Диана заявляет ему, что она виновна в гибели мачехи и отца, а Фрэнк ни в чём не виноват. Фред, однако, отвечает, что виновность человека может установить только суд. Разработав стратегию защиты, Фред убеждает Фрэнка и Диану пожениться, уверяя, что это поможет склонить в их пользу мнение присяжных. В суде Барретт умело отводит показания эксперта о том, что трансмиссия и система подачи топлива в автомобиле Кэтрин были умышленно испорчены подсудимыми с намерением организовать катастрофу. Он показывает, что нет исчерпывающих доказательств того, что эти механизмы вообще были испорчены, а если и были, то нет никаких доказательств того, что это сделали Диана и Фрэнк. Со своей стороны, Фред заявляет, что оказавшийся в комнате Фрэнка чемодан Дианы является убедительным свидетельством того, что они собирались сбежать из дома и, соответственно, не собирались никого убивать. В итоге Фрэнка и Диану оправдывают. Вернувшись после суда в усадьбу, Фрэнк говорит Диане, что разводится с ней. Диана говорит, что она страдала от ревности и одиночества с того момента, как её отец женился на Кэтрин. Она говорит, что видеть разбившиеся тела своих родителей было для неё настоящим горем, и утверждает, что несмотря на свою ненависть к Кэтрин, никого не убивала. Несмотря на раскаяние Дианы, Фрэнк настаивает на том, что он возвращается к Мери. Диана отвечает, что готова с ним поспорить на свою спортивную машину, что Мери его не примет. Тем не менее, Фрэнк едет к Мери, разговаривает с ней, пытается убедить её всё ещё раз обдумать, но Мери решает остаться с преданным ей Биллом. Диана тем временем приходит в офис Барретта, где сознаётся в убийстве отца и мачехи, детально описывая, как она попросила ничего не подозревающего Фрэнка объяснить ей действие трансмиссии автомобиля. Напомнив Диане о том, что по закону ей нельзя повторно предъявить обвинение по делу, по которому она была оправдана, Барретт рвёт её признание. Вернувшийся Фрэнк заявляет Диане, что Мери его отвергла, и он собирается один уехать в Мексику и уже заказал такси. Диана просит взять её с собой, однако Фрэнк отказывается, но соглашается доехать в её машине до автобусной остановки. После того, как Фрэнк садится в машину, Диана включает задний ход и давит на педаль газа, машина вылетает со скалы и срывается с обрыва, убивая их обоих точно также, как погибли её родители.

## В ролях
- Роберт Митчем — Фрэнк Джессап
- Джин Симмонс — Диана Тремейн
- Мона Фриман — Мери Уилтон
- Герберт Маршалл — Чарльз Тремейн
- Леон Эймс — Фред Барретт
- Барбара О’Нил — Кэтрин Тремейн
- Кеннет Тоби — Билл Кромптон
- Джим Бакус — окружной прокурор Джадсон
- Гертруда Астор — матрона (в титрах не указана)

## Создатели фильма и исполнители главных ролей
В период своего расцвета Отто Премингер был одним из редких режиссёров, которого средний кинозритель мгновенно узнавал в лицо, главным образом, благодаря его успеху в ролях «злобных нацистских командиров» в картинах о Второй мировой войне. Но немногие знали, что в действительности Премингер был евреем… И трудно представить себе какого-либо другого признанного кинорежиссёра, который согласился бы сыграть мистера Фриза в изначальном телесериале «Бэтмэн»!. Как режиссёр, Премингер трижды номинировался на «Оскар»: за фильм нуар «Лора» (1944), судебную драму «Анатомия убийства» (1959) и эпическую драму «Кардинал» (1963). К числу его наиболее заметных картин относятся также фильмы нуар «Падший ангел» (1945) и «Там, где кончается тротуар» (1950), одна из наиболее ярких драм о наркозависимости «Человек с золотой рукой» (1955), политическая драма с гомосексуальными мотивами «Совет и согласие» (1962), а также психологический триллер «Банни Лейк пропала» (1965).
Английская актриса Джин Симмонс дважды номинировалась на «Оскар» за роль Офелии в фильме «Гамлет» (1948) Лоренса Оливье, и позднее — в психологической драме «Счастливый конец» (1969). Другими наиболее удачными картинами с участием Симмонс стали английская драма Дэвида Лина «Большие надежды» (1946) по роману Чарльза Диккенса, романтическая комедия «Парни и куколки» (1955), эпический вестерн «Большая страна» (1958) и историческая драма «Спартак» (1960).
Роберт Митчем в 1946 году был номинирован на «Оскар» за роль второго плана в военной драме «История рядового Джо» (1945). Митчум был одним из наиболее заметных звёзд жанра фильм нуар, сыграв в таких фильмах, как «Из прошлого» (1947), «Перекрёстный огонь» (1947), «Преследуемый» (1947) и «Ночь охотника» (1955). Кроме того, к его лучшим работам относятся триллер «Мыс страха» (1962), вестерн «Эльдорадо» (1966) и криминальный триллер «Друзья Эдди Коула» (1973).

## История создания фильма
По информации кинокритика Пола Татары, идея постановки фильма принадлежит владельцу студии RKO Pictures Говарду Хьюзу, который «устроил всё это дело по очень странным причинам». Премингера, который в то время имел контракт со студией «Двадцатый век Фокс», вызвал руководитель студии Дэррил Занук, сообщив, что «его на одну картину сдают в аренду Хьюзу. Когда Занук вручил ему сценарий, который в то время безыскусно назвался „История убийства“, Премингер пришёл от него в ужас, и отказался работать с этим материалом». Несмотря на настойчивость Занука (который обладал огромным влиянием в Голливуде), Премингер категорически отказывался ставить этот фильм. Однако Премингер недоучёл способности Говарда Хьюза добиваться своего. Хьюз позвонил Премингеру в 3 часа ночи и попросил его выйти из дома. Затем в течение нескольких часов они колесили по пустынному Лос-Анджелесу, обсуждая проект. Хьюз объяснил Премингеру, что он только что выкупил контракт Симмонс у английской киностудии «Джей Артур Рэнк», и до его истечения актриса должна отработать у него 18 съёмочных дней. Однако незадолго до того он серьёзно поссорился с актрисой, после чего она взяла ножницы и отрезала свои волосы, зная, что Хьюз ненавидит короткие стрижки у женщин. «Хьюз сказал Премингеру: „Я поквитаюсь с этой маленькой сучкой, и ты поможешь мне в этом“. Хьюз дал Премингеру полный карт-бланш в работе над фильмом; он даже позволил ему полностью переработать сценарий, с условием, что Премингер не будет приглашать для этого никаких коммунистов» (разговор происходил в период антикоммунистической охоты на ведьм в Голливуде). «Всё, о чём просил Хьюз, это заставить Симмонс носить длинный чёрный парик на протяжении всего фильма. На таких условиях Премингер согласился».

## Оценка фильма критикой
После выхода фильма на экраны газета «Нью-Йорк таймс» оценила его негативно, написав, что эта «мелодрама является раздражающей смесью подлинного таланта, эпизодической чувственности и напыщенной психологической трескотни, что не повышает репутацию ни способной на большее RKO, ни её участников». Со временем фильм стал цениться достаточно высоко, критики обращали особое внимание на фрейдистские мотивы картины. Так, журнал «TimeOut» назвал картину «великолепным фрейдистским криминальным триллером с нуаровым уклоном, но снятом преимущественно в ясных, ярких и светлых интерьерах». Критик Дейв Кер в «Чикаго ридер» также отметил, что «эта напряжённая фрейдистская мелодрама является одним из забытых шедевров жанра фильм нуар», а Деннис Шварц, назвав картину «выдающейся мелодрамой» и «умным увлекательным триллером», подчеркнул, что «это фильм нуар, сделанный под влиянием фрейдистской психологии, был снят за 18 дней режиссёром Отто Премингером, который известен своим умением запугивать актёров». Пол Татара написал, что фильм «относится к числу запоминающихся работ» Премингера, а Крейг Батлер дал фильму следующую оценку: «Это нетипичное произведение в жанре фильм нуар, которое с годами приобрело культовую репутацию. Холодные, отстранённые черты, которые делают этот фильм особенным, могут оттолкнуть многих, но те, кто поймает его тональность, получат настоящее наслаждение».
«Нью-Йорк таймс» следующим образом излагает сюжет фильма: «Красивая, влюблённая, замкнутая на себя мисс Симмонс, которая оказывается невротичкой всех времён, аннексирует беззаботного водителя скорой помощи мистера Митчема, делая его семейным шофёром. Первые сцены кипучей совместной игры с участием таинственной юной леди, её фанатично обожаемого отца (Герберт Маршалл), ненавидимой мачехи (Барбара О’Нил) и шофёра в качестве орудия в её руках, обещают некоторую возбуждающую, изысканную интригу. В последующих не очень умных и бессодержательных событиях мисс Симмонс апатично убивает свои родителей (и убивает ли?), избегает газовой камеры, выходя замуж за отбитого шофёра (а таков ли он?), и, наконец, сбрасывает себя и его на машине со скалы высотой в сотню футов (и как!)». Далее газета отмечает, что «способные актёры во главе с Джин Симмонс и Робертом Митчемом, а также хорошая, плотная идея фильма отправлены в плавание в претенциозном фрейдистском тумане, продвигаясь сквозь красиво выстроенные сцены с катастрофическими последствиями. Но странный, бесцеремонный уход в туманную мотивировку действий персонажей, намеренно сбивающие с толку события и бессвязный ход повествования разрушают все эти качественные планы. А абсурдно удручающий финал кажется идеальным завершающим штрихом всего того, что ему предшествует».
Кер считает, что «фильм является беспокойно холодным, рациональным исследованием сексуальных страхов, в той же степени, как и более поздний шедевр Премингера „Банни Лейк пропала“ является бесстрастным изучением детских страхов… Декорации, персонажи и действия стилизованы до крайней степени, но подвижная камера Премингера придаёт им пугающее единство и плавность, прослеживая прямую, чистую линию к вершине скалы, создавая одно из самых дерзких окончаний в истории кино». Шварц подчёркивает, что «мрачную энергию фильму задала нуаровая история героев, попадающих на крючок секса и денег». Далее критик подчёркивает, что «фильм добился большого успеха благодаря великолепной тонкой актёрской игре звёзд Митчама и Симмонс, а также чёткой, ясной чёрно-белой операторской работе». Батлер пишет, что «те, кому фильм нравится, считают его увлекательным исследованием бесстрастного холодного зла, которое не столько бессердечно, сколько просто лишено чувства и цели. Другие, однако, считают получившийся размеренный темп повествования слишком медленным и унылым, а мотивации персонажей непонятными, если вообще постижимыми».
«Нью-Йорк таймс» отмечает «гладкую режиссуру Премингера в этом классно проработанном проекте, под стать которой несколько острых реплик и несколько продуманных сцен, написанных сценаристами Фрэнком С. Ньюджентом и Оскаром Миллардом». «TimeOut» считает, что «Премингер, несколько сглаживает мелодраматизм истории своей характерной холодной ясностью, подчёркивая её психологические сложности и позволяя отдельным случаям насилия проявляться с шокирующей обыденностью».
Кинокритик Пол Бреннер написал, что «немного клишированная история сокращается и сводится на элементный уровень — в фильме нет ни одной пустой сцены, а знакомая по характеру история несёт с собой послевкусие неизбежности и обречённости». Далее он продолжает: «Премингер, который всегда умел гипнотизировать, вплетает свой стиль в полусонную дымку кошмара. Галлюциногенная природа происходящего подчёркивается постановочной работой Премингера и операторской работой, где актёры уплывают с переднего плана на задний, или где камера переходит к подвижным и удушающим крупным планам».
В центре внимания картины находится игра Джин Симмонс. По словам Кера, «Симмонс играет крайний вариант роковой женщины, богатую девушку, которая соблазняет красавца-шофёра, после того, как её папа отвергает её заигрывания». Батлер пишет, что «Премингер и Симмонс создали самую необычную, странную, загадочную роковую женщину, ту, которая как будто совершает действия без реального понимания их смысла и без малейшей мысли о том, как ей следует себя вести. Эта особенность её характера — в паре с точной, жестокой съёмкой Премингером несчастного случая — делают неумышленную смерть отца удивительно мощной». Он пишет, что «Симмонс восхитительна на протяжении всего фильма, казалось бы, действуя абсолютно спонтанно, но и этот момент спонтанности полностью понятен только её персонажу». Шварц резюмирует, что «в результате получилась эта возможно лучшая роль Симмонс в кино», Татара также считает, что «Симмонс сыграла одну из своих самых сильных и самых неожиданных ролей в карьере в этом фильме».
«Variety» подчёркивает, что «Митчем и Симмонс составляют хорошую команду, умело и грамотно воплощая как требования сценария, так и режиссёрские задачи Премингера». По мнению «TimeOut», «Митчем является архетипом нуарового героя, который сталкивается с заблудшей роковой женщиной… его персонаж настолько ослеплён внешне ангельской Симмонс, что не может заставить себя признать, что она пытается убить свою мать… Митчем выдаёт одно из своих самых сдержанных и лиричных исполнений, идеально оттеняя демоническую сущность внешне наивной молодой Симмонс». Батлер также придерживается мнения, что «Митчем является идеальным фоном для неё, тревожно рациональный и более проницательно понимающий мир вокруг него, но каким-то образом попадающий под её чары помимо своей воли».